# Christian Albrecht Jensen
Christian Albrecht Jensen (26 de juny, 1792—13 de juliol, 1870) va ésser un pintor danès nascut a Bredstedt (districte de Nordfriesland i avui pertanyent a Alemanya). L'any 1818 va viatjar a Roma on va conèixer l'escultor Bertel Thorvaldsen. La seva obra és representativa de l'Edat d'Or de la pintura danesa.